# Euthymios II. (Konstantinopel)
Euthymios II. (griechisch Ευθύμιος Β΄; † 29. März 1416) war Patriarch von Konstantinopel (1410–1416).

## Leben
Sein Geburtsjahr ist unbekannt. Euthymios wurde früh Mönch und war sehr gebildet. Vier Briefe von Kaiser Manuel II. an ihn sind erhalten.
1386 war er möglicherweise Teilnehmer eines Gespräches von byzantinischen Klerikern mit Papst Urban VI. Euthymios war Hegumen (Abt) des Studionklosters und wahrscheinlich protosynkellos im Patriarchat von Konstantinopel.
1397 war er Kandidat für die Wahl des Patriarchen von Konstantinopel.
Am 26. Oktober 1410 wurde er zum Patriarchen eingesetzt. In seiner Amtszeit bemühte er sich, Ansprüche von Kaiser Manuel II. auf Rechte in der Kirche zu begrenzen. Euthymios starb am 29. März 1416.

## Werke
Von Euthymios sind zwei Briefe und die philosophische Schrift Περι τοῦ οντος και τοῦ μὴ οντος (Über das Seiende und das Nichtseiende) erhalten.